# Guillermo Borda
Guillermo Antonio Borda (Buenos Aires, 22 de septiembre de 1914 - ibídem, 25 de julio de 2002) fue un renombrado jurista argentino dedicado principalmente al estudio del Derecho Civil. 
Junto a Jorge Joaquín Llambías, es uno de los mayores exponentes de esa nacionalidad que completó una serie de libros destinados al estudio del Código Civil argentino. 

## Obras publicadas
En materia de Derecho Civil ha escrito y publicado seis volúmenes correspondientes, a saber: Parte General (instituciones generales del Derecho común, en la terminología de Dalmacio Vélez Sarsfield), Obligaciones, Contratos, Derechos Reales, Familia y Sucesiones. Cada uno de ellos consta de dos tomos, llegando a un total de doce; también resultan particularmente interesantes sus Manuales, en un solo tomo, cada uno. 

## Actividad legislativa
Borda encabezó la comisión redactora que reformó el Código Civil en 1968 (ley 17.711). “De lo que se trata –afirmaba en La reforma de 1968 al Código Civil– es de lograr una Justicia menos formalista y menos ciega, más adecuada a los litigantes y más rica en contenido humano; de brindar al juez todos los elementos que le permitan discernir una Justicia más auténtica”.
Tuvo, además, una participación destacada en las reformas de la Ley de Seguros, el Código Aeronáutico y el Código de Procedimientos Civil y Comercial de la Nación. 

## Reconocimientos
Ejerció la docencia en su especialidad en distintas universidades Distinguido por su trayectoria con el diploma al mérito de los premios Konex en 1988 y condecorado por los gobiernos de Chile, Japón y Noruega, entre otros reconocimientos.
En 1988, recibió un Diploma al Mérito de los Premios Konex por su importante trayectoria como juez.

## Biografía
Realizó su carrera de abogacía en la Facultad de Derecho de la Universidad de Buenos Aires, obteniendo el título en el año 1937. Diez años más adelante, en 1947, obtiene el título de Doctor en Jurisprudencia.
Ocupó diversos cargos públicos:
- Ministro de Hacienda y Obras Públicas de la Provincia de San Luis (1945).
- Secretario de Obras Públicas y Urbanismo de la Ciudad de Buenos Aires (1946-1949).
- Juez Nacional de Primera Instancia en lo Civil de la Capital Federal (1949-1958).
- Juez de la Cámara Nacional de Apelaciones en lo Civil de la Capital Federal (1958-1966).
- Ministro de la Corte Suprema de Justicia de la Nación Argentina (1966).
- Ministro del Interior de la República Argentina (1967-1969).
- Conjuez de la Corte Suprema de Justicia de la Nación (1999).
- Se lo reconoce como el principal artífice de la profunda reforma realizada al Código Civil argentino en el año 1968, a través del decreto-ley 17.711.
- Ley Nacional 17622/1968: CREASE EL INSTITUTO NACIONAL DE ESTADISTICAS Y CENSOS